# ロック・ウィズ・ユー (マイケル・ジャクソンの曲)
「ロック・ウィズ・ユー」（Rock with You）は、1979年にマイケル・ジャクソンが発表した楽曲、および同曲を収録したシングル。作詞・作曲はロッド・テンパートンによる。アルバム『オフ・ザ・ウォール』からのシングル・カットである。ビルボード誌では、1980年1月19日に週間ランキング第1位を獲得。ビルボード誌1980年度年間ランキングは第7位。

## 解説
この曲には2種類のアルバム・バージョンが存在する。1つはLP発売初期のオリジナルミックス版で、もう1つはサビ部分にハンドクラッピングを挿入し、デイヴィッド・ウィリアムズによるリズムギターを差し替えたリミックス版である（シングルはリミックス版の間奏を短縮したもの）。なお、日本盤CDアルバムには、リマスター版が発売されるまでオリジナルミックス版が収録され続けていた。
1995年にプロデューサーのクインシー・ジョーンズのアルバム『Q's Jook Joint』でカバーされ、2005年にはアシャンティによってもカバーされている。

## 評価
ローリング・ストーン誌のJ・エドワード・キースはこの曲を絶賛し、「この曲の素晴らしい所は何ひとつ出過ぎてないという点だ。シルクのような滑らかなストリング、聞こえるか聞こえない程度のギターの音、彼は音の上をすべるように歌う。」と評した。

## ショートフィルム
ミュージックビデオには元のバージョンから短縮されたシングル・バージョンが使われた。ビデオには背後にレーザーが光る中、マイケルが眩しいほどスパンコールのついたスーツを着てこの曲を歌う様子が収められている。このビデオはブルース・ガワーズによって監督され、1979年にカリフォルニア州のロサンゼルスにある800ステージで撮影された。
ビデオは『ビデオ・グレイテスト・ヒッツ〜ヒストリー』『ナンバー・ワンズ』『マイケル・ジャクソン VISION』に収録されている。

## トラックリストと販売形態
| European 7" vinyl single (EPC 8206) - A. "Rock with You" – 3:38 - B. "Get on the Floor" – 4:44 Netherlands 12" vinyl single (EPC 12.8206) - A. "Rock with You" – 3:20 - B1. "You Can't Win" – 7:17 - B2. "Get on the Floor" – 4:44 UK 12" vinyl single (EPC 13 8206) - A. "Rock with You" – 3:20 - B1: "You Can't Win" – 7:17 - B2: "Get on the Floor" – 4:44 US 7" vinyl single (9-50797) - A. "Rock with You" – 3:20 - B. "Working Day and Night" – 4:55 | Visionary DualDisc single (82876725132) CD side 1. "Rock with You" (single mix) – 3:23 2. "Rock with You" (Masters at Work remix) – 5:33 DVD side 1. "Rock with You" (video) – 3:23 |

## クレジット
- マイケル・ジャクソン - リード&バックグラウンド・ヴォーカル
- ボビー・ワトソン - ベース
- ジョン・ロビンソン - ドラムス
- デイヴィッド・ウィリアムズ - ギター
- マーロ・ヘンダーソン - ギター
- グレッグ・フィリンガネス - シンセサイザー
- マイケル・ボッディカー - シンセサイザー
- デイヴィッド・“ホーク”・ウォリンスキ - エレクトリック・ピアノ
- ザ・シーウィンド・ホーンズ
  - ジェリー・ヘイ - トランペット&フリューゲルホルン
  - ラリー・ウィリアムズ - テナー、アルト・サクソフォーン&フルート
  - キム・ハッチクロフト - バリトン、テナー・サクソフォーン&フルート
  - ウィリアム・ライヒェンバッハ - トロンボーン
  - ゲイリー・グラント - トランペット
- ホーンズアレンジ - ジェリー・ヘイ
- リズム&ヴォーカルアレンジ - ロッド・テンパートン
- ストリングスアレンジ - ベン・ライト
- コンサートマスター - ジェラルド・ビンチ

## チャート・パフォーマンス
| チャート (1979–1980)                            | 最高 順位 |
| ----------------------------------------------- | --------- |
| オーストラリア (ケント・ミュージック・レポート) | 4         |
| カナダ トップシングルス (RPM)                   | 3         |
| フィンランド (スオメン・ヴィラリネン・リスタ)   | 27        |
| ドイツ (GfK Entertainment charts)               | 58        |
| アイルランド (IRMA)                             | 11        |
| ニュージーランド (Recorded Music NZ)            | 3         |
| UK シングルス (OCC)                             | 7         |
| US Billboard Hot 100                            | 1         |
| US Adult Contemporary (Billboard)               | 21        |
| US Hot Soul Singles (Billboard)                 | 1         |
| US キャッシュボックス Top 100                   | 1         |
| US Radio & Records CHR/Pop Airplay Chart        | 2         |

| チャート (2006)           | 最高 順位 |
| ------------------------- | --------- |
| フランス (SNEP)           | 59        |
| アイルランド (IRMA)       | 19        |
| イタリア (FIMI)           | 9         |
| オランダ (Single Top 100) | 22        |
| スペイン (PROMUSICAE)     | 1         |
| UK シングルス (OCC)       | 15        |

| チャート (2008)       | 最高 順位 |
| --------------------- | --------- |
| スペイン (PROMUSICAE) | 10        |

| チャート (2009)                   | 最高 順位 |
| --------------------------------- | --------- |
| オーストラリア (ARIA)             | 36        |
| カナダ (Canadian Hot 100)         | 33        |
| フランス (SNEP)                   | 90        |
| ドイツ (GfK Entertainment charts) | 98        |
| Japan (Japan Hot 100)             | 59        |
| オランダ (Single Top 100)         | 25        |
| スイス (Schweizer Hitparade)      | 68        |
| UK シングルス (OCC)               | 54        |
| US Digital Songs (Billboard)      | 17        |

| チャート (1980)                                       | 順位 |
| ----------------------------------------------------- | ---- |
| オーストラリア (ケント・ミュージック・レポート)       | 39   |
| カナダ トップシングルス (RPM)                         | 17   |
| ニュージーランド (ニュージーランド・レコード産業協会) | 49   |
| US Billboard Hot 100                                  | 4    |
| US キャッシュボックス Top 100                         | 8    |

## 認定
| 国/地域                                                       | 認定        | 認定/売上数 |
| ------------------------------------------------------------- | ----------- | ----------- |
| オーストラリア (ARIA)                                         | Gold        | 35,000^     |
| カナダ (Music Canada)                                         | 2× Platinum | 160,000     |
| デンマーク (IFPI Danmark)                                     | Gold        | 45,000      |
| イギリス (BPI)                                                | Platinum    | 600,000     |
| アメリカ合衆国 (RIAA)                                         | 5× Platinum | 5,000,000   |
| ^ 認定のみに基づく出荷枚数 · 認定のみに基づく売上数と再生回数 |             |             |